# Regering-Van Zeeland II
De regering-Van Zeeland II (13 juni 1936 - 24 november 1937) was een Belgische regering. Het was een coalitie van de BWP (70 zetels), de Katholieke Unie (63 zetels) en de Liberale Partij (23 zetels). De regering volgde de regering-Van Zeeland I op en werd opgevolgd door de regering-Janson.

## Samenstelling
De regering telde 15 ministers: 6 voor de socialisten, 5 voor de katholieken en 3 voor de liberalen. Daarnaast telde de regering een expert.
| Ambtsbekleder                | Ambtsbekleder                 | Ambtsbekleder                   | Functie                                            | Termijn                            | Partij                        |
| ---------------------------- | ----------------------------- | ------------------------------- | -------------------------------------------------- | ---------------------------------- | ----------------------------- |
|                              |                               | Paul van Zeeland (1893-1973)    | Eerste Minister                                    | 13 juni 1936 - 24 november 1937    | extraparlementair (katholiek) |
|                              |                               | Hendrik de Man (1885-1953)      | Minister Financiën                                 | 13 juni 1936 - 24 november 1937    | BWP                           |
|                              |                               | François Bovesse (1890-1944)    | Minister Justitie                                  | 13 juni 1936 - 14 april 1937       | Liberale Partij               |
|                              |                               | Victor de Laveleye (1894-1945)  | Minister Justitie                                  | 20 april 1937 - 15 juli 1937       | extraparlementair (liberaal)  |
|                              |                               | Victor Maistriau (1870-1961)    | Minister Justitie                                  | 15 juli 1937 - 20 november 1937    | Liberale Partij               |
|                              |                               | Hubert Pierlot (1883-1965)      | Minister Landbouw                                  | 13 juni 1936 - 24 november 1937    | Katholieke Unie               |
| Minister ad interim Justitie | 14 april 1937 - 20 april 1937 | Hubert Pierlot (1883-1965)      |                                                    |                                    | Katholieke Unie               |
|                              |                               | Paul-Henri Spaak (1899-1972)    | Minister Buitenlandse Zaken en Buitenlandse Handel | 13 juni 1936 - 24 november 1937    | BWP                           |
|                              |                               | August De Schryver (1898-1991)  | Minister Binnenlandse Zaken                        | 13 juni 1936 - 24 november 1937    | Katholieke Unie               |
|                              |                               | Henri Denis (1877-1957)         | Minister Landsverdediging                          | 13 juni 1936 - 24 november 1937    | extraparlementair             |
|                              |                               | Julius Hoste (1884-1954)        | Minister Openbaar Onderwijs                        | 13 juni 1936 - 24 november 1937    | extraparlementair (liberaal)  |
|                              |                               | Joseph Merlot (1886-1959)       | Minister Openbare Werken en Werkverschaffing       | 13 juni 1936 - 24 november 1937    | BWP                           |
|                              |                               | Philip Van Isacker (1884-1951)  | Minister Middenstand en Economische Zaken          | 13 juni 1936 - 24 november 1937    | Katholieke Unie               |
|                              |                               | Achille Delattre (1879-1964)    | Minister Arbeid en Sociale Voorzorg                | 13 juni 1936 - 24 november 1937    | BWP                           |
|                              |                               | Marcel-Henri Jaspar (1901-1982) | Minister Verkeerswezen                             | 13 juni 1936 - 24 november 1937    | Liberale Partij               |
|                              |                               | Désiré Bouchery (1888-1944)     | Minister Posterijen, Telegrafie en Telefonie       | 13 juni 1936 - 24 november 1937    | BWP                           |
|                              |                               | Edmond Rubbens (1894-1938)      | Minister Koloniën                                  | 13 juni 1936 - 24 november 1937    | Katholieke Unie               |
|                              |                               | Emile Vandervelde (1866-1938)   | Minister Volksgezondheid                           | 13 juni 1936 - 28 januari 1937     | BWP                           |
|                              |                               | Arthur Wauters (1890-1960)      | Minister Volksgezondheid                           | 28 januari 1937 - 24 november 1937 | BWP                           |

### Herschikkingen
- op 28 januari 1937 wordt Emile Vandervelde (BWP) als minister van Volksgezondheid vervangen door zijn partijgenoot Arthur Wauters.
- op 14 april 1937 wordt François Bovesse (liberaal) als minister van Justitie vervangen door Hubert Pierlot (katholiek) ad interim, op 20 april 1937 door Victor de Laveleye (liberaal) en op 13 juli 1937 door Victor Maistriau (liberaal).